# Corvo
Corvo (portugalsky Ilha do Corvo, v překladu Havraní ostrov) je nejmenší a nejseverněji položený ostrov v západní části Azorského souostroví v Atlantském oceánu. Corvo je zároveň nejsevernějším ostrovem celé Makaronésie. Jedinou obcí na ostrově je Vila do Corvo, kde žije veškerá místní populace a kde je přístav a menší letiště. Vila do Corvo má městský status a je nejmenším městem Portugalska a zároveň i nejmenším "ostrovním hlavním městem" v Evropě. Na konci 19. století žilo na ostrově více než 1000 obyvatel. Později během 20. století se populace snižovala, mimo jiné i v důsledku emigrace obyvatel ostrova do Kanady a USA.
Větší část území je chráněna jako přírodní park a je zařazena do soustavy Natura 2000. Ostrov Corvo byl v roce 2007 zapsán na seznam biosférických rezervací UNESCO.

## Geografie
Corvo, stejně jako nedaleký větší ostrov Flores, na rozdíl od východní části Azorského souostroví leží na severoamerické litosférické desce západně od Středoatlantského hřbetu, tvořícího uprostřed Atlantského oceánu hranici tektonických desek. Nejbližší pevninou směrem na západ je od Corva téměř 2000 km vzdálený kanadský ostrov Newfoundland.

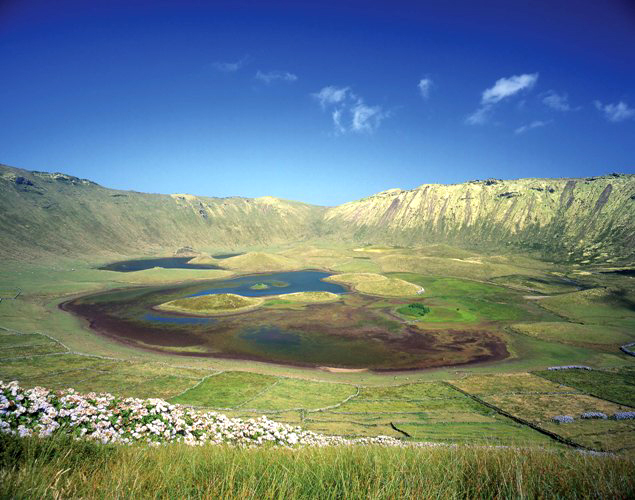
Kaldera uprostřed ostrova

Ostrov je sopečného původu, v jeho středu se nachází velká kaldera (Caldeirão) a průměru zhruba dvou kilometrů. Její obvod měří cca 6,5 km a výškový rozdíl mezi horním okrajem a dnem kaldery činí až 300 metrů. Na dně kaldery je jezero s menšími ostrůvky.
Nejvyšším vrcholem ostrova je 718 metrů vysoký vrchol Morro dos Homens (v překladu doslova Kopec lidí). Ze svahů kolem kaldery stékají do moře i do vnitřního jezera četné říčky a potoky.

### Geologie
Geologickou skladbu někdejšího stratovulkánu tvoří sopečné horniny, především čedič. Kromě něj se zde vyskytuje též tefrit a trachyt.

## Historie
V tzv. Medicejském atlasu ze 14. století je zmiňován ostrov jako Insula Corvi Marini (tj. ostrov Mořských havranů, přičemž pojmenování zřejmě vzniklo z portugalského označení kormoránů jako corvo marinho). Západoazorské ostrovy Flores a Corvo poprvé prozkoumal během své výpravy v roce 1452 portugalský námořní kapitán Diogo de Teive. První pokusy o trvalé osídlení ostrova byly neúspěšné. Vzhledem k zájmu portugalského panovnického domu o ovládnutí nových kolonií a o získávání profitu z nich ve formě daní nechal portugalský správce Západoazorských ostrovů Gonçalo de Sousa v roce 1548 na Corvo dovézt otroky z kapverdského ostrova Santo Antăo. Tito otroci a jejich potomci zde vytvořili první stálou populaci, zabývající se zemědělstvím. Později se počet obyvatel ostrova Corvo rozšířil o další osadníky, kteří sem přišli ze sousedního ostrova Flores, dále z Terceiry, Madeiry a ze severního Portugalska.

## Fotogalerie

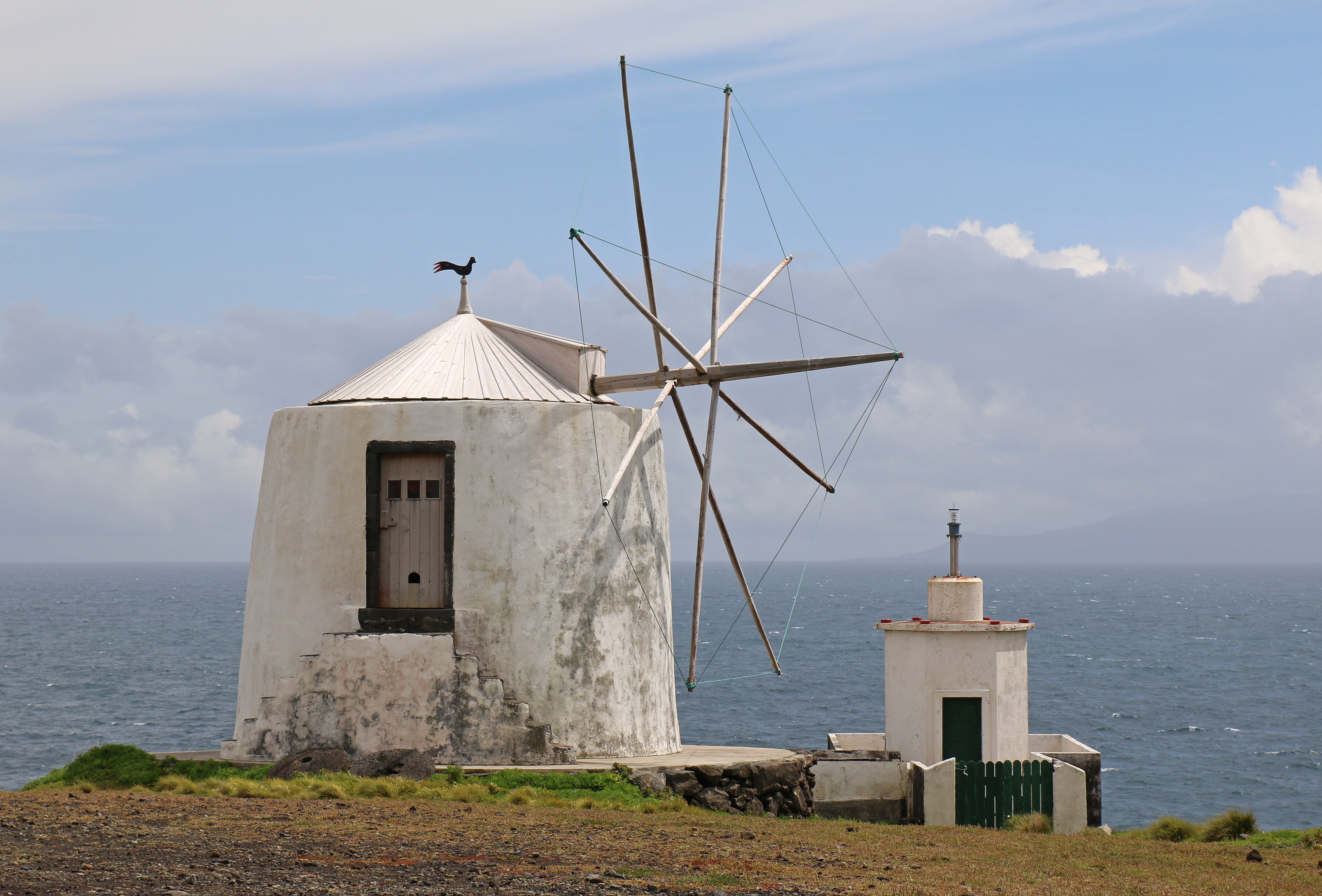
Jeden z větrných mlýnů
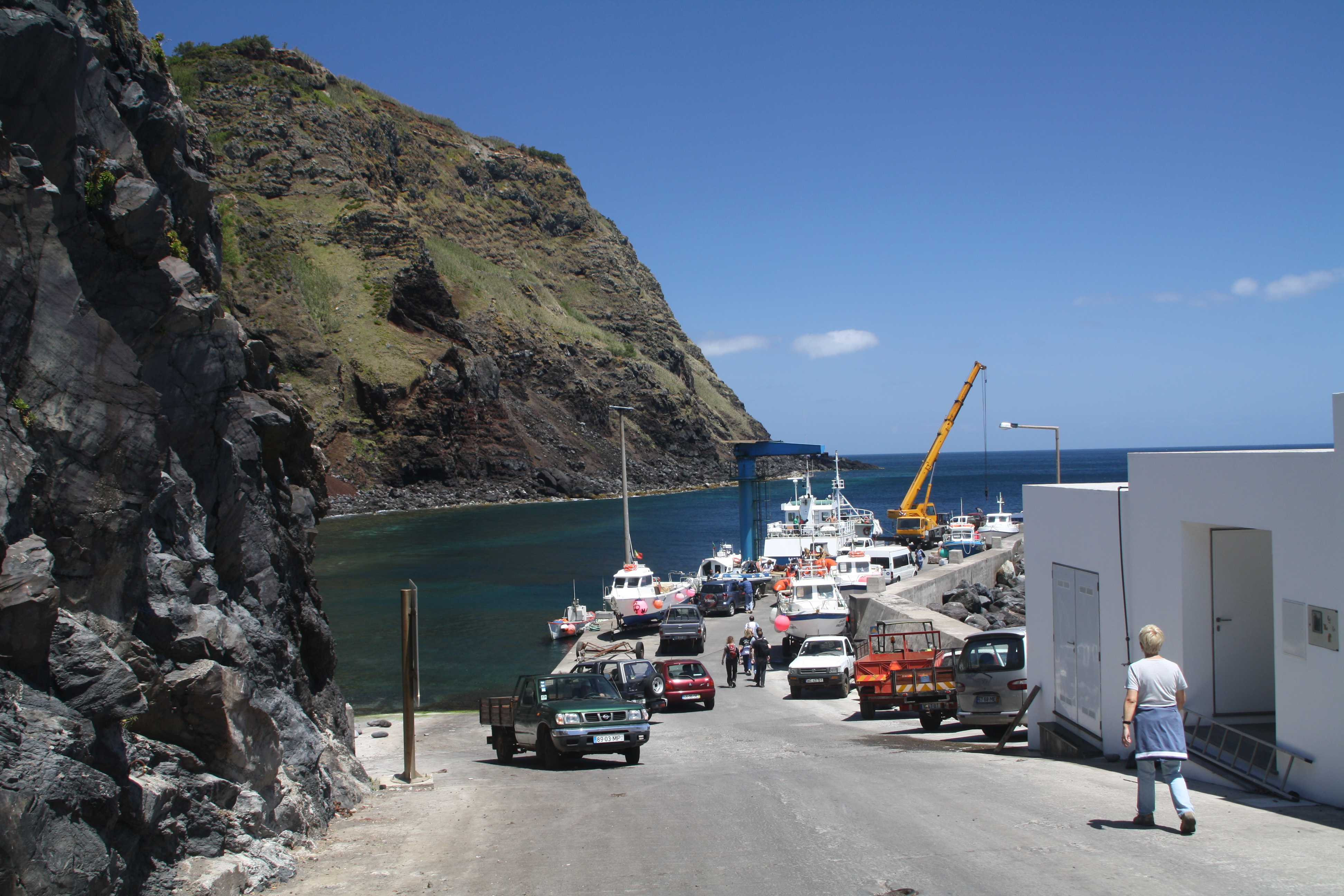
Přístav ve Vila do Corvo
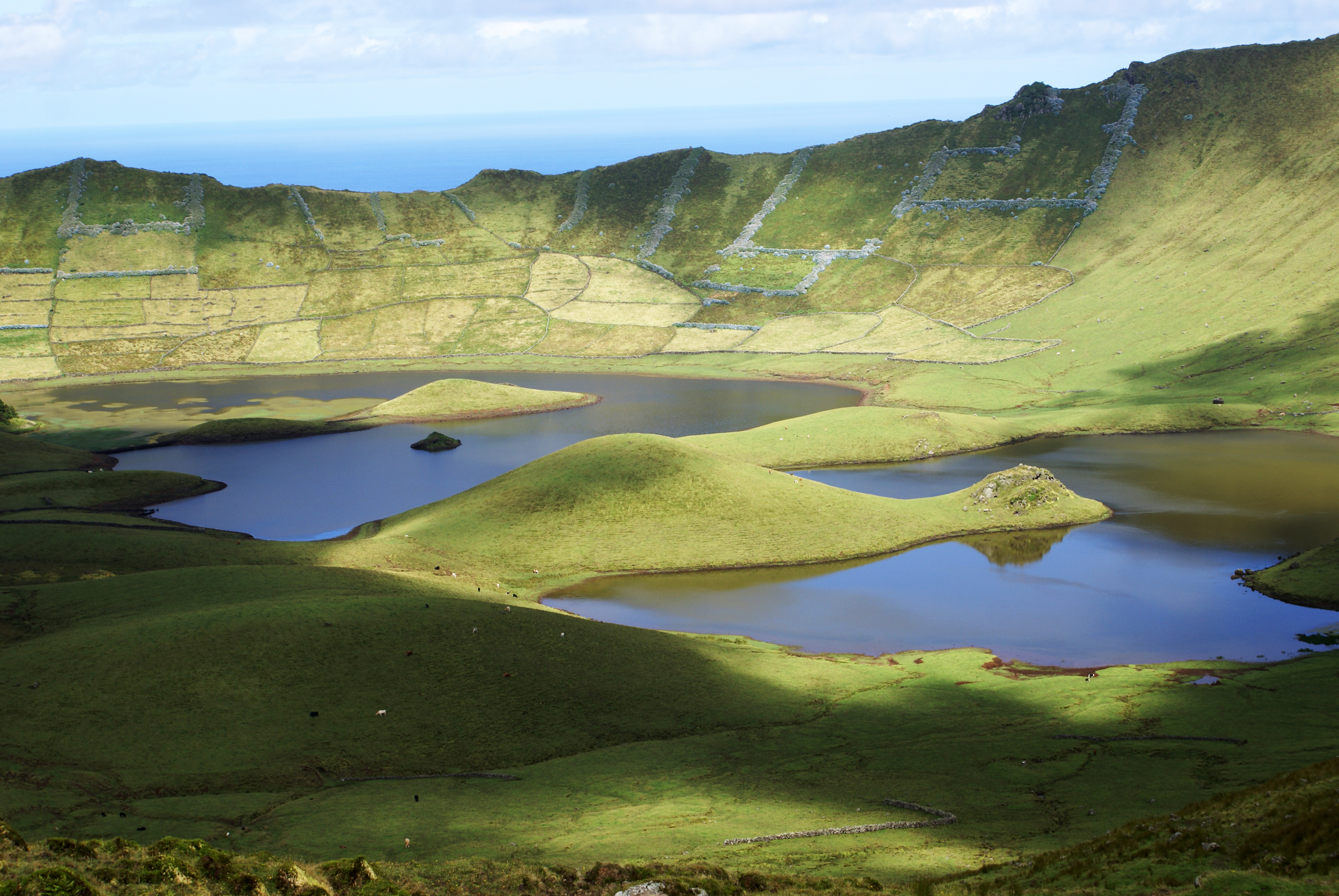
Dno kaldery s jezerem
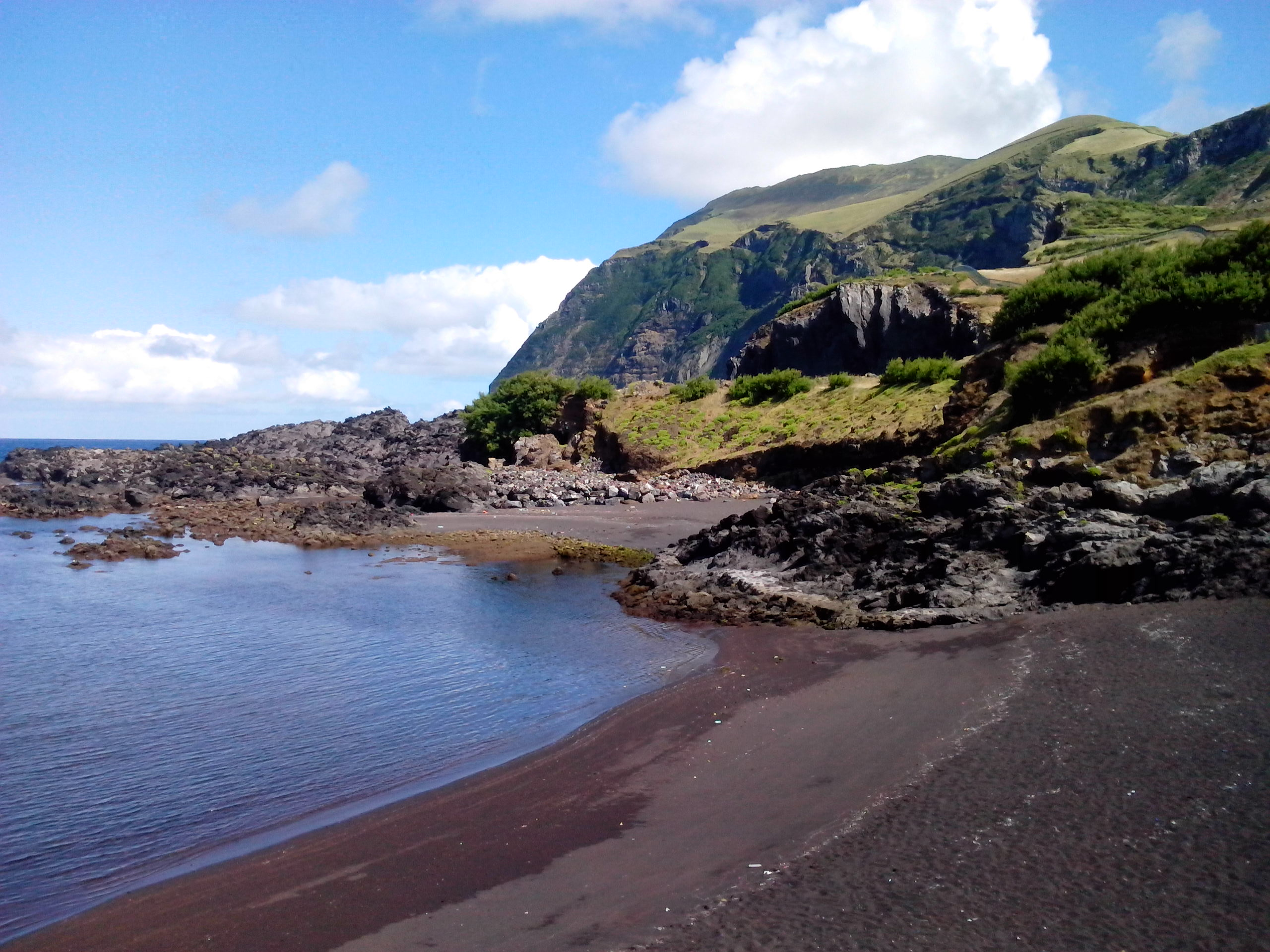
Pláž Praia da Areia
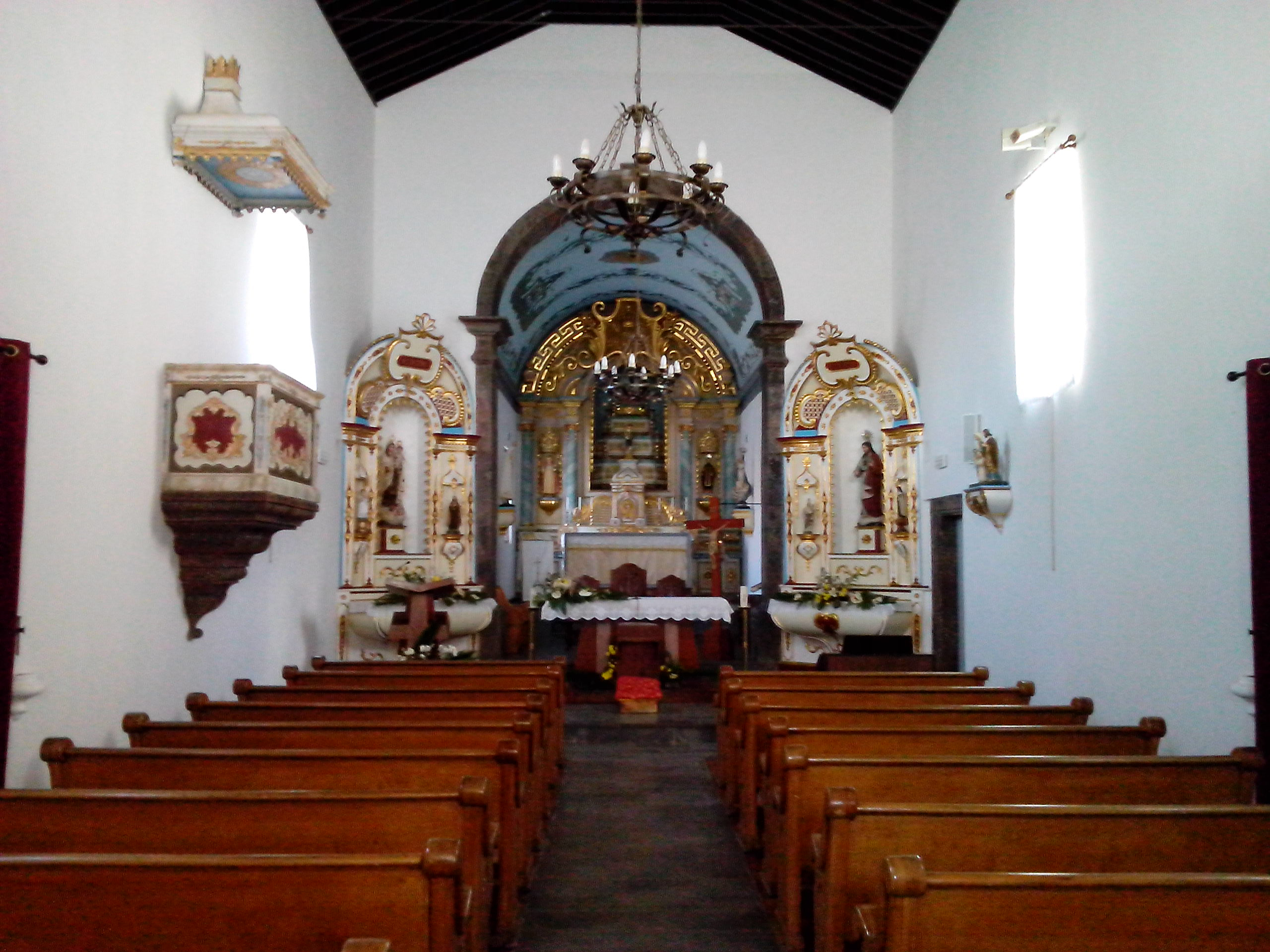
Kostel Nossa Senhora dos Milagres
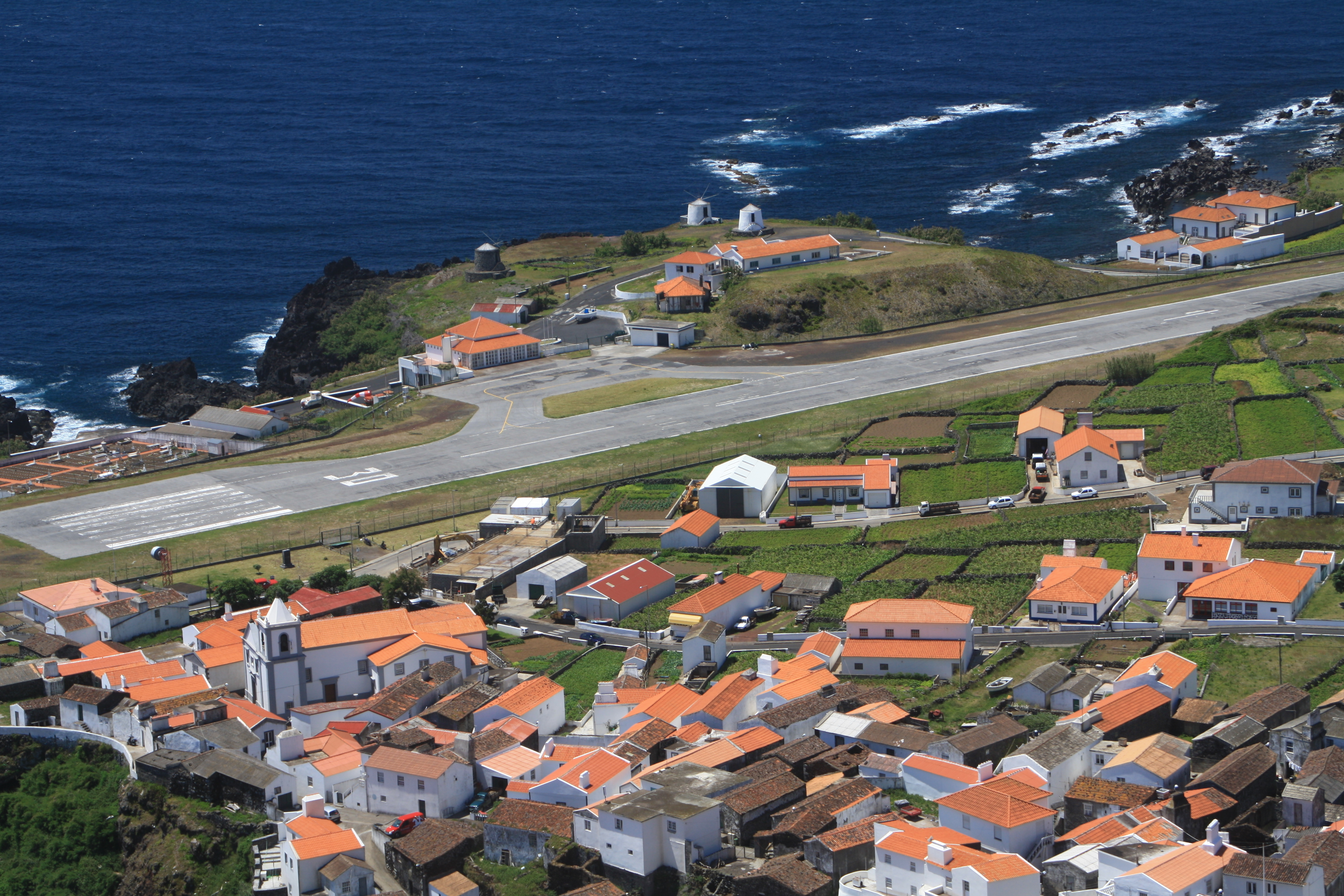
Přistávací dráha místního letiště